# سید حسین موسوی (حمیدیه)
سید حسین‌ موسوی، روستایی در دهستان جهاد بخش گمبوعه شهرستان حمیدیه در استان خوزستان ایران است.

## جمعیت
بر پایه سرشماری عمومی نفوس و مسکن در سال ۱۳۹۵، جمعیت این روستا برابر با ۸۸۶ نفر (۲۰۲ خانوار) بوده است.